# فومیهیکو تاچیکی
فومیهیکو تاچیکی (انگلیسی: Fumihiko Tachiki; ۲۹ آوریل ۱۹۶۱ – ) صداپیشگی، شیوه روایت اهل ژاپن بود. وی از سال ۱۹۸۲ میلادی تاکنون مشغول فعالیت بوده‌است.